# تحصیل منچن‌آباد
تحصیل منچن‌آباد (به انگلیسی: Minchinabad Tehsil) یک تحصیل در پاکستان است که در پنجاب واقع شده‌است. تحصیل منچن‌آباد ۵۰٬۰۰۰ نفر جمعیت دارد.